# Душан Тадич
Ду́шан Та́дич (серб. Dušan Tadić (Душан Тадић), нар. 20 листопада 1988, Бачка-Топола, СФРЮ) — сербський футболіст, атакувальний півзахисник, нападник турецького «Фенербахче» і збірної Сербії.

## Клубна кар'єра
Вихованець юнацьких команд футбольних клубів «Бачка-Топола» та «Воєводина».
У дорослому футболі дебютував 2006 року виступами за команду клубу «Воєводина», в якій провів чотири сезони, взявши участь у 107 матчах чемпіонату. Більшість часу, проведеного у складі «Воєводини», був основним гравцем команди.
Своєю грою за цю команду привернув увагу представників тренерського штабу клубу «Гронінген», до складу якого приєднався 2010 року. У своєму дебютному сезоні в Нідерландах взяв участь у 41 грі в усіх турнірах, в яких відзначився сімома голами та 22 результативною передачею. За кількістю останніх став третім найкращим асисентом сезону в європейському футболі після Месута Езіла (26 передач) та Ліонеля Мессі (25). Відіграв за команду з Гронінгена загалом два сезони своєї ігрової кар'єри.
Сезон 2012/13 розпочав вже в іншій нідерландській команді, «Твенте», куди перейшов за 7,7 мільйонів євро. Дебютував за «Твенте» 12 серпня 2012 року у матчі проти попередньої команди, «Гронінгена», у ворота якої забив у цій грі два голи. За два сезони встиг відіграти за команду з Енсхеде 70 матчів в національному чемпіонаті, в яких забив 29 голів. 
У липні 2014 року перейшов на умовах чотирирічного контракту в англійський «Саутгемптон», який за неофіційними оцінками сплатив за цей трансфер близько 11 мільйонів фунтів. Став першим придбанням нового тренера англійської команди Роналда Кумана. Відразу став гравцем основного складу і одним з головних диспетчерів атак.
| Дата       | Місто         | Господарі          | Результат | Гості              | Турнір             | Голи | Примітки |
| ---------- | ------------- | ------------------ | --------- | ------------------ | ------------------ | ---- | -------- |
| 14-12-2008 | Анталія       | Польща             | 1 – 0     | Сербія             | товариський матч   | -    |          |
| 7-4-2010   | Осака         | Японія             | 0 – 3     | Сербія             | товариський матч   | -    | 52'      |
| 28-2-2012  | Лімасол       | Сербія             | 2 – 0     | Вірменія           | товариський матч   | -    | 74'      |
| 29-2-2012  | Нікосія       | Кіпр               | 0 – 0     | Сербія             | товариський матч   | -    | 63'      |
| 31-5-2012  | Реймс         | Франція            | 2 – 0     | Сербія             | товариський матч   | -    | 80'      |
| 15-8-2012  | Белград       | Сербія             | 0 – 0     | Ірландія           | товариський матч   | -    | 63'      |
| 8-9-2012   | Глазго        | Шотландія          | 0 – 0     | Сербія             | Відбір до ЧС 2014  | -    | 58'      |
| 11-9-2012  | Новий Сад     | Сербія             | 6 – 1     | Уельс              | Відбір до ЧС 2014  | 1    |          |
| 12-10-2012 | Белград       | Сербія             | 0 – 3     | Бельгія            | Відбір до ЧС 2014  | -    | 81'      |
| 16-10-2012 | Скоп'є        | Північна Македонія | 1 – 0     | Сербія             | Відбір до ЧС 2014  | -    | 68'      |
| 14-11-2012 | Санкт-Галлен  | Чилі               | 1 – 3     | Сербія             | товариський матч   | -    | 59'      |
| 6-2-2013   | Нікосія       | Кіпр               | 1 – 3     | Сербія             | товариський матч   | 2    | 55'      |
| 22-3-2013  | Загреб        | Хорватія           | 2 – 0     | Сербія             | Відбір до ЧС 2014  | -    | 57'      |
| 26-3-2013  | Новий Сад     | Сербія             | 2 – 0     | Шотландія          | Відбір до ЧС 2014  | -    | 69'      |
| 7-6-2013   | Брюссель      | Бельгія            | 2 – 1     | Сербія             | Відбір до ЧС 2014  | -    |          |
| 14-8-2013  | Барселона     | Колумбія           | 1 – 0     | Сербія             | товариський матч   | -    | 46'      |
| 6-9-2013   | Белград       | Сербія             | 1 – 1     | Хорватія           | Відбір до ЧС 2014  | -    | 57'      |
| 10-9-2013  | Кардіфф       | Уельс              | 0 – 3     | Сербія             | Відбір до ЧС 2014  | -    | 88'      |
| 11-10-2013 | Белград       | Сербія             | 2 – 0     | Японія             | товариський матч   | 1    | 78'      |
| 15-10-2013 | Ягодина       | Сербія             | 5 – 1     | Північна Македонія | Відбір до ЧС 2014  | 1    |          |
| 15-11-2013 | Дубай (місто) | Росія              | 1 – 1     | Сербія             | товариський матч   | -    | 73'      |
| 5-3-2014   | Дублін        | Ірландія           | 1 – 2     | Сербія             | товариський матч   | -    | 81'      |
| 26-5-2014  | Гаррісон      | Сербія             | 2 – 1     | Ямайка             | товариський матч   | 1    |          |
| 31-5-2014  | Бриджв'ю      | Панама             | 1 – 1     | Сербія             | товариський матч   | -    |          |
| 6-6-2014   | Сан-Паулу     | Бразилія           | 1 – 0     | Сербія             | товариський матч   | -    | 70'      |
| 7-9-2014   | Белград       | Сербія             | 1 – 1     | Франція            | товариський матч   | -    | 61'      |
| 11-10-2014 | Єреван        | Вірменія           | 1 – 1     | Сербія             | Відбір до ЧЄ 2016  | -    |          |
| 14-10-2014 | Белград       | Сербія             | 0 – 3     | Албанія            | Відбір до ЧЄ 2016  | -    |          |
| 14-11-2014 | Белград       | Сербія             | 1 – 3     | Данія              | Відбір до ЧЄ 2016  | -    | 71'      |
| 29-3-2015  | Лісабон       | Португалія         | 2 – 1     | Сербія             | Відбір до ЧЄ 2016  | -    | 78'      |
| 4-9-2015   | Новий Сад     | Сербія             | 2 – 0     | Вірменія           | Відбір до ЧЄ 2016  | -    | 84'      |
| 7-9-2015   | Бордо         | Франція            | 2 – 1     | Сербія             | товариський матч   | -    | 56'      |
| 8-10-2015  | Ельбасан      | Албанія            | 0 – 2     | Сербія             | Відбір до ЧЄ 2016  | -    | 54'      |
| 11-10-2015 | Белград       | Сербія             | 1 – 2     | Португалія         | Відбір до ЧЄ 2016  | -    |          |
| 13-11-2015 | Острава       | Чехія              | 4 – 1     | Сербія             | товариський матч   | -    | 59'      |
| 25-5-2016  | Ужице         | Сербія             | 2 – 1     | Кіпр               | товариський матч   | 1    | 46'      |
| 31-5-2016  | Новий Сад     | Сербія             | 3 – 1     | Ізраїль            | товариський матч   | 1    | 69'      |
| 5-6-2016   | Монако        | Сербія             | 1 – 1     | Росія              | товариський матч   | -    |          |
| 5-9-2016   | Белград       | Сербія             | 2 – 2     | Ірландія           | Відбір до ЧС 2018  | 1    |          |
| 6-10-2016  | Кишинів       | Молдова            | 0 – 3     | Сербія             | Відбір до ЧС 2018  | 1    |          |
| 9-10-2016  | Белград       | Сербія             | 3 – 2     | Австрія            | Відбір до ЧС 2018  | 1    | 35'      |
| 12-11-2016 | Кардіфф       | Уельс              | 1 – 1     | Сербія             | Відбір до ЧС 2018  | -    |          |
| 24-3-2017  | Тбілісі       | Грузія             | 1 – 3     | Сербія             | Відбір до ЧС 2018  | 1    |          |
| 11-6-2017  | Белград       | Сербія             | 1 – 1     | Уельс              | Відбір до ЧС 2018  | -    |          |
| 2-9-2017   | Белград       | Сербія             | 3 – 0     | Молдова            | Відбір до ЧС 2018  | -    | 66'      |
| 5-9-2017   | Дублін        | Ірландія           | 0 – 1     | Сербія             | Відбір до ЧС 2018  | -    | 81'      |
| 6-10-2017  | Відень        | Австрія            | 3 – 2     | Сербія             | Відбір до ЧС 2018  | -    |          |
| 9-10-2017  | Белград       | Сербія             | 1 – 0     | Грузія             | Відбір до ЧС 2018  | -    | 89'      |
| 10-11-2017 | Гуанчжоу      | КНР                | 0 – 2     | Сербія             | товариський матч   | -    | 85'      |
| 23-3-2018  | Турин         | Сербія             | 1 – 2     | Марокко            | товариський матч   | 1    | 70'      |
| 27-3-2018  | Лондон        | Нігерія            | 0 – 2     | Сербія             | товариський матч   | -    | 90+1'    |
| 4-6-2018   | Грац          | Сербія             | 0 – 1     | Чилі               | товариський матч   | -    | 64'      |
| 9-6-2018   | Грац          | Сербія             | 5 – 1     | Болівія            | товариський матч   | -    | 85'      |
| 16-6-2018  | Самара        | Коста-Рика         | 0 – 1     | Сербія             | ЧС 2018 - 1-й етап | -    | 83'      |
| Усього     |               | Матчів             | 54        |                    | Голів              | 13   |          |

## Титули і досягнення
- Чемпіон Нідерландів (3):

«Аякс»: 2018-19, 2020-21, 2021-22
- Володар Кубка Нідерландів (2):

«Аякс»: 2018-19, 2020-21
- Володар Суперкубка Нідерландів (1):

«Аякс»: 2019
- Найкращий бомбардир Чемпіонату Нідерландів (1):

«Аякс»: 2018-19 (28 голів)